# Jewel☆Neige
Jewel☆Neige（ジュエル・ネージュ）は2014年11月8日にじぇるの！でデビューした、日本の女性アイドルグループ。所属事務所はArcJewel（アクアルナ・エンターテイメント）。
キャッチフレーズは、「煌めくジュエルは希望の光」。
2017年10月に、じぇるの！からJewel☆Neigeに改名した。
2021年からは夏季限定ユニットJewel☆Mare（ジュエル・マーレ）としても活動。
2023年はJewel☆Rougeと合併した夏限定ユニットJewel☆Mare&Rouge（通称：マーレンルージュ）で活動。
チームカラーは、Jewel☆Neigeは白、Jewel☆Mareは水色。

## 概要
Arc Jewelの新人育成プロジェクトの一環で、ArcJewel Novice(アークジュエルノービス)として発表。正式デビュー前には大つけ麺博2014のイメージユニットである「東京トッピング☆ガールズ」として活動していた。
2014年11月8日、所属事務所主催のライブ、「ArcJewel presents 『Jewel Beat!! 〜the future〜』」(吉祥寺CLUB SEATA)にて『Arc Jewel novice（アークジュエル研究生）』＝「じぇるの！」としてお披露目された。
2016年9月に正規グループに昇格したが、『Jewelの原石』＝「じぇるの！」として、そのままのグループ名で活動。キャッチコピーは「歌もダンスもアイドルも磨けばひかるJewelの原石」。
2017年10月5日、じぇるの！一期生が全員卒業したことから「novice」を次の世代に託すこととし、「Jewel☆Neige」（ジュエル・ネージュ）に改名。グループ名は原石から輝く宝石を意味する「Jewel」、フランス語で雪、純粋、純白を意味する「Neige」から名付けられた。キャッチフレーズは“煌めくジュエルは希望の光”とし、純粋（ピュア）に輝くジュエルのようなアイドルグループをコンセプトに新たに活動開始。
2021年7月10日、夏限定で海をコンセプトにしたアイドルグループJewel☆Mareとして活動することが発表され、同日お披露目された。「Mare」はイタリア語で海を意味する。
2023年5月20日、Jewel☆Rougeと合併し、青い海（Mare）と熱い太陽を表すRouge（赤）を冠する夏限定ユニットJewel☆Mare&Rougeとして活動することを発表。
2024年3月30日、「Jewel☆Mare＆Rouge-現体制ラストライブ-」をもって現体制での活動を終了。明確に解散を表明していないものの、2025年6月時点で新メンバーを迎えた活動再開のアナウンスはされていない。

## 略歴
2014年 
- 10月4日 大つけ麺博にて東京トッピング☆ガールズに選ばれた「じぇるの！」[注 1]が先行お披露目ライブを行う[7]。
- 11月8日 吉祥寺CLUB SEATAで行われた「Jewel Beat!!」にてお披露目ライブを行う[8]。

 2015年 
- 1月20日 雨宮七々が規約違反により所属契約解除で脱退[9]。
- 2月5日 定期公演にて桜井ゆい、中崎彩香が加入[10]。
- 5月3日 オリジナル曲お披露目ライブにて矢崎ちさ、加々美ゆのが加入[11][12]。
- 5月28日 定期公演にて愛野アミが加入[13]。
- 7月9日 定期公演SPをもって愛野アミが卒業し、Stella☆Beatsへ移籍[14]。
- 7月28日 ブロマイドインストア公演をもって早坂麻友子と神谷あおいが脱退し、和田帆乃夏が休業[注 2][15]。
- 7月31日 金曜公演にて大崎瑠衣が加入[16]。
- 11月23日 定期公演をもって加々美ゆのが学業のため休業[17]。
- 12月3日 定期公演をもって矢崎ちさが学業のため休業[18]。
- 12月27日 吉祥寺CLUB SEATAで行われた「武田じゅり卒業ライブ」をもって武田じゅりが卒業[19]。

 2016年 
- 1月31日 東京キネマ倶楽部にて1stワンマンライブを行う[20] 。
- 2月2日 学業の都合で休業中の眞城ゆうかのアンダーとして桜木琴歌が出演することを発表[21]。
- 2月9日 休業中だった矢崎ちさが2月末をもって卒業することを発表[22]。
- 2月18日 定期公演をもって中崎彩香が卒業[23]。
- 2月25日 定期公演にて桜木琴歌の正式加入を発表[24]。
- 3月24日 定期公演にて候補生佐々木里奈をお披露目[25]。
- 4月5日 1stシングル『超絶☆はっぴー！じぇねれーしょんっ！』がオリコン週間ランキング6位を獲得。インディーズでの女性アーティストにおけるデビューシングルの歴代最高位を更新[26]。
- 5月26日 定期公演にて涼掛凛、常井侑紀、水野結愛が加入[27]。また佐伯遥、眞城ゆうか、大崎瑠衣、桜木琴歌が第4のDOLLに移籍のため６月に卒業することも発表[28]。
- 6月11日 定期公演にて佐伯遥、眞城ゆうか、大崎瑠衣、桜木琴歌が第4のDOLL（現Chu☆Oh!Dolly）に移籍のため卒業[29]。
- 8月4日 公式ブログで磯有沙が諸事情のため出演を自粛することを発表[30]。
- 10月22日 インストア公演にて白川あやねが12月に卒業することを発表。
- 10月30日 渋谷duo MUSIC EXCHANGEにて2ndワンマンライブを行う[31]。
- 12月1日 秋葉原TwinBox Garageで行われた「白川あやね卒業ライブ」をもって白川あやねが卒業[32]。
- 12月4日 音咲セリナのアンダーとして水野結愛がAnge☆Reve兼任で活動することを発表[33]。
- 12月17日「Jewel Beat!!」にて2017年からの新体制として、水野結愛がAnge☆Reveに、中川梨来（愛乙女☆DOLL）､松田あゆな（Ange☆Reve）と愛乙女☆DOLL6期研究生の今木なこ、倉田かすみ、和田帆乃夏がじぇるの！に移籍することが発表された[34] 。
- 12月31日 「ArcJewelカウントダウンライブ2016→2017」をもって水野結愛が卒業し移籍。

 2017年 
- 1月2日 「ニューイヤープレミアムパーティー2017」にて中川梨来、松田あゆな、今木なこが加入。一期生だった和田帆乃夏は2015年7月以来の復帰。
- 1月7日 「Jewel Beat!!」にて体調不良で欠席していた倉田かすみが加入後初登場、瀬戸真凜が加入[35]。
- 1月16日 常井侑紀が諸般の事情のため活動を自粛[36]。
- 3月30日 定期公演をもって今木なこがChu☆Oh!Dollyのオーディションに参加するため卒業。また針谷早織が７月に卒業すること[37]と活動自粛していた常井侑紀の脱退が発表された。
- 7月9日 東京キネマ倶楽部で行われた「針谷早織バースデー&卒業ライブ2017」をもって針谷早織が卒業[38]。
- 8月4日 TOKYO IDOL FESTIVAL 2017にて青山玲奈が加入[39]。
- 9月2日 じぇるの！公式ブログにて10月からグループ名を変更することを発表[40]。
- 10月5日 「木曜定期公演 ～じぇるの！から…～」にて新グループ名「Jewel☆Neige」を発表[41]。
- 12月24日 「クリスマスライブ2017～Jewel・フェス！」にて『白い雪とマーガレット』を初披露。

 2018年 
- 2月6日 生テレ×Kawaiian TV共同企画「さっぽろ雪まつり ステージ出演権争奪戦！」で1位を獲得。第69回さっぽろ雪まつりのステージ出演を果たす[42]。
- 4月3日 Jewel☆Neigeとしての1stシングル『白い雪とマーガレット』をリリース。
- 4月14日 瀬戸真凜主催のAJ新ブランドライブイベント「SwEet Time☆Orchestra vol.1 ～花霞～」を開催。Jewel☆Neigeからは瀬戸と桜井ゆいが出演。
- 5月31日 公式ブログにて瀬戸真凜の除籍並びに所属契約の解除を発表[43]。
- 8月5日 「TOKYO IDOL FESTIVAL 2018」に出演。これは7月に開催されたSHOWROOMの企画「Road to TIF2018」にて、本大会の結果、4位の特典により獲得したものである[44]。
- 11月25日 Jewel☆Neigeとして初のワンマンライブを新宿BLAZEにて開催。『re+blast』お披露目 [45]。
- 12月19日 定期公演にて桜井ゆいが卒業することを発表[46]。
- 12月25日 「Arc Jewelクリスマスライブ!」にて2019年4月にメジャーデビュー決定を発表[47]。
- 12月26日 新メンバーオーディション2019の開催を発表[48]。

 2019年 
- 1月14日 TSUTAYA O-EASTで行われた「Jewel Beat!!〜2019あけおめSP」にて、所属レーベルはキングレコードと発表。
- 1月15日 LINE LIVE配信にて「【緊急生放送】Jewel☆Neigeメジャーデビュー記念会見」を配信。
- 2月16日 渋谷QUATTROで行われた「桜井ゆいJewel☆Neige卒業ライブ～LAST WHITE～」をもって桜井ゆいが卒業[49]。
- 2月19日 LINE LIVE配信にて小林杏実の加入を発表[50]。
- 2月20日 インストア公演にて新メンバー小林杏実と『Snow Flake Remind』をお披露目[51]。
- 3月20日 インストア公演にて『Ice Bird's Eye View』をお披露目。
- 4月10日 メジャー1stシングル『Snow Flake Remind』リリース。
- 7月24日 単独公演にて『Alice』と新衣装をお披露目。
- 9月11日 LINE LIVE配信「Jewel☆Neigeの観て×2ネージュVol.4」にて12/11に2ndシングルの発売決定を発表[52]。
- 10月25日 「メジャー2ndシングル」リリースイベントにて『Snow Memories』をお披露目。
- 11月21日 「Snow Memories」リリースイベントにて『人生、私が主人公！』をお披露目。
- 11月27日 「Snow Memories」リリースイベントにて和田帆乃夏が来年1月に卒業することを発表[53]。
- 12月11日 メジャー2ndシングル『Snow Memories』リリース。
- 12月22日 新宿BLAZEにて「Jewel☆Neigeコンサート直前！主催ライブ」と「Snow Magic Wonder Land 2019 ～純白の贈り物～」[54]を開催。

 2020年 
- 1月5日 Zepp Tokyoで行われた「ArcJewel Beat!! 2020～Zeppで夢のAJ祭～」に出演、AJ全員曲「シンガロンソン」初披露、8月に中野サンプラザにて「AJ祭vol.2」の開催を発表[55]。
- 1月14日 東京キネマ倶楽部で行われた「和田帆乃夏Jewel☆Neige卒業ライブ～最後に大きな声でせーの、ワダッ！～」をもって和田帆乃夏が卒業。
- 1月19日 ソフマップ公演にて涼掛凛、松田あゆなが3月で卒業することを発表[56]。
- 3月1日開催予定だった「涼掛凛・松田あゆな卒業ライブ」は4月5日延期、5月に延期、さらに6月以降に延期となった。
- 4月10日 メジャーデビュー1周年SHOWROOM配信にて星野千那、白兎めい、福村優月の加入を発表[57]。
- 5月24日 「Jewel☆Neige無観客ライブ vol.1」にて新メンバー星野千那、白兎めい、福村優月をお披露目[58]。
- 6月21日 「Jewel☆Neige無観客ライブ vol.5」にて松田、和田が出演[59]。
- 7月11日 東京キネマ倶楽部で延期していた「涼掛凛・松田あゆな卒業ライブ」をもって涼掛凛、松田あゆなが卒業[60]。
- 10月14日 千葉思佳の加入を発表[61]。
- 10月17日 「Jewel☆フェスvol.10」にて新メンバー千葉思佳をお披露目[62]。
- 12月21日 SNS、ブログにて小林杏実が2021年3月6日に行われるライブをもって卒業することを発表[63]。

 2021年 
- 1月13日 メジャー3rdシングル『Winter Road』リリース。
- 3月6日  東京キネマ倶楽部で行われた「小林杏実Jewel☆Neige卒業公演」をもって小林杏実が卒業[64]。
- 3月20日 「ArcJewel New Year LIVE 2021」にて珠原海愛が加入[65]。
- 7月10日 「Summer Special LIVE 2021 in Zepp Tokyo」にて『Summer juice』を初披露。夏限定でJewel☆Mareとして活動することを発表[66]。
- 8月22日 「Jewel☆Neigeサマーワンマンライブ2021 〜真夏のねーじゅあつマーレ！〜」にて『ENDLESS BLUE 』をお披露目[67]。
- 9月17日 TIF2021出演をかけたラストチャンス企画「Road to TIF2021～LAST CHANCE～」で１位となり、TIF2021に出演決定[68]。
- 10月3日「TOKYO IDOL FESTIVAL 2021」メインステージ（HOT STAGE）初登場[69]。
- 11月14日 珠原海愛が神田明神ホールにて開催された「ミスアキバ2022決勝戦」にてグランプリを獲得[70]。
- 12月2日 「Jewel☆Neige木曜公演」にて倉田かすみが2022年2月の「倉田かすみ卒業ライブ」をもって卒業することを発表[71]。

 2022年 
- 1月16日 「佐野友里子卒業記念SP！もっとでっかくDECADOL！！～らぶどる10年の軌跡～ファイナル」にて青山玲奈が2月の「Jewel☆Neige→Jewel☆Mare 交代式」をもって愛乙女☆DOLLへ移籍することを発表[72]。
- 2月19日「倉田かすみ卒業公演～かすみんこと倉田かすみでした～」にて倉田かすみが卒業[73]。
- 2月26日「Jewel☆Neige→Jewel☆Mare交代式」にて、青山玲奈がJewel☆Neigeから卒業し愛乙女☆DOLLに移籍、白石ちさ音がJewel☆Mareに加入[74]。
- 4月30日「Jewel Beat!! ～Golden Week SP 2022」より、珠原海愛がTwinkle Project☆を兼任[75]。
- 9月27日 Jewel☆Mareとしての1stシングル『ENDLESS BLUE』をリリース。
- 10月7日 福村優月と珠原海愛が12月に卒業することを発表。珠原は卒業まで兼任を解消し、Jewel☆Mareの活動に専念[76]。
- 11月4日「AJ杯 金曜ROUND GOTANDA G4公演」にて珠原海愛がJewel☆Neigeとしての活動も全うしたいという意志から2023年春にJewel☆Neigeを卒業することを発表[77]。
- 12月15日「福村優月卒業LIVE～最後のステージ～」にて福村優月が卒業[78]。
- 12月25日「Jewel☆Neige→Jewel☆Mare交代式」にて、新名音心がArcJewel HOKKAIDOからJewel☆Neigeに留学の形で加入[79]。

 2023年 
- 2月12日 「Jewel☆Neige単独公演」にて白兎めいが2022年4月の「白兎めい卒業&生誕ライブ」をもって卒業することを発表[80]。
- 4月1日「白兎めい卒業&生誕ライブ」にて白兎めいが卒業[81]。
- 4月8日「Jewel☆Neige→Jewel☆Mare交代式」にて、珠原海愛が卒業[82]。
- 4月23日 TOKYO GRAVURE IDOL FESTIVALとの連動企画「春のTGIF 週プレ賞 2023」に、グループを代表して中川梨来、星野千那が参加[83]。
- 5月20日 Jewel☆Rougeメンバー咲舞のどか、伊芸彩と一緒に活動する2023年の夏限定ユニットJewel☆Mare&Rougeを発表[5]。
- 5月21日 愛乙女☆DOLL7期研究生羽月りこが6月8日からJewel☆Mare&Rougeのメンバーとして活動することを発表[84]。
- 6月8日 「Jewel☆Mare定期公演」第2部にてJewel☆Mare＆Rougeをお披露目。メンバーの担当カラーを発表[85]。
- 12月28日 2024年1月28日に白石ちさ音、2月12日に千葉思佳が卒業することを発表[86]。

 2024年 
- 1月17日 公式Xにて3月30日東京キネマ倶楽部にて開催の公演をもって現体制での活動を終了することの報告と咲舞、伊芸、羽月、中川のグループ卒業、4月6日中川卒業ライブ開催予定を発表[87]。
- 1月28日 「白石ちさ音バースデー&卒業ライブ」にて白石ちさ音が卒業[88]。
- 2月12日 「千葉思佳卒業ライブ2024」にて千葉思佳が卒業[89]。
- 3月30日 東京キネマ倶楽部にて行われた「Jewel☆Mare＆Rouge-現体制ラストライブ-」をもって現体制での活動を終了[90]。じぇるの！時代から通算して9年半の活動に一旦幕を下ろす。また、星野千那、咲舞のどかが新メンバーとして4月21日開催の愛乙女☆DOLL（チームL）1stワンマンライブ『Connect』にてプレデビューし、4月28日『アイドルジェネレーション vol.63 ゴールデンウィークSP』より活動することが発表された[91]。
- 4月6日 「中川梨来卒業ライブ」にて中川梨来がアイドルを卒業[92]。
- 4月19日 新名音心が自身の公式Xにて5月14日のイベントをもってアイドルを卒業することを発表[93]。

## メンバー

### 現体制ラストライブ時のメンバー
| 名前        | よみ          | ﾆｯｸﾈｰﾑ                | メンバーカラー | 加入期 | 生年月日               | 血液型 | 出身     | 備考                                                                                              |
| ----------- | ------------- | --------------------- | -------------- | ------ | ---------------------- | ------ | -------- | ------------------------------------------------------------------------------------------------- |
| 中川 梨来   | なかがわ りら | りらぴよ              | 赤             | 4期    | 1999年7月24日（25歳）  | AB型   | 北海道   | 2017年1月23日、愛乙女☆DOLLから移籍。 2024年4月6日アイドル卒業。                                   |
| 星野 千那   | ほしの ゆきな | ゆっきー              | 青             | 7期    | 1999年2月6日（26歳）   | O型    | 北海道   | 2020年4月10日加入。ミルキーベリー元メンバー。 2024年4月愛乙女☆DOLL（チームL）に加入。             |
| 新名 音心   | にいな おと   | にーなん、 おとちゃん | 黄             | 10期   | 12月25日（年齢非公開） | O型    | 北海道   | 2022年12月25日加入。ArcJewel HOKKAIDOから留学。2023年6月からArcJewel所属。2024年5月アイドル卒業。 |
| 咲舞 のどか | さくま のどか | のどか                | 水色           | 11期   | 1996年7月31日（28歳）  | AB型   | 東京都   | 2023年6月8日Jewel☆Mare&Rougeメンバーとして参加。 2024年4月愛乙女☆DOLL（チームL）に加入。          |
| 伊芸 彩     | いげい あや   | あやや                | 紫             | 11期   | 3月2日（年齢非公開）   | AB型   | 大阪府   | 2023年6月8日Jewel☆Mare&Rougeメンバーとして参加。 2024年3月30日グループ卒業。                      |
| 羽月 りこ   | はづき りこ   | りこぴ                | オレンジ       | 11期   | 12月16日（年齢非公開） | A型    | 神奈川県 | 2023年6月8日愛乙女☆DOLL7期研究生から昇格。 2024年3月30日グループ卒業。                            |

### 過去の所属メンバー
| 名前               | よみ               | ニックネーム           | 加入期 | 生年月日               | 血液型 | 出身     | 卒業・脱退・移籍日     | 備考 |
| ------------------ | ------------------ | ---------------------- | ------ | ---------------------- | ------ | -------- | ---------------------- | --- |
| 雨宮 七々          | あめみや なな      |                        | １期   | 4月21日（年齢非公開）  |        |          | 2015年1月20日脱退      | |
| ケルシー・パニゴニ | けるしー・ぱにごに | ケルちゃん             | １期   | 1993年12月23日（31歳） | 不明   | カナダ   | 正式な脱退の案内は無し | 恥じらいレスキューJPN元メンバー、2015年4月以降活動の痕跡なし                                                            |
| 愛野 アミ          | あいの あみ        | アミーゴ               | ２期   | 1996年5月18日（29歳）  |        | 東京都   | 2015年7月9日卒業       | |
| 早坂 麻友子        | はやさか まゆこ    | まゆまゆ               | １期   | 1月14日（年齢非公開）  |        |          | 2015年7月28日脱退      | |
| 神矢 あおい        | かみや あおい      | あおたん               | １期   | 1997年12月3日（27歳）  |        | 富山県   | 2015年7月28日脱退      | |
| 加々美 ゆの        | かがみ ゆの        | ゆの                   | ２期   | 2000年5月23日（25歳）  |        | 兵庫県   | 正式な脱退の案内は無し | 2015年11月23日より学業のため休業                                                                                        |
| 武田 じゅり        | たけだ じゅり      | じゅりこ               | １期   | 1997年7月6日（28歳）   |        | 東京都   | 2015年12月27日卒業     | |
| 中崎 彩香          | なかざき あやか    | あやか                 | ２期   | 1996年9月13日（28歳）  |        | 埼玉県   | 2016年2月18日卒業      | 後にTokyo Flamingoメンバーとして活動                                                                                    |
| 矢崎 ちさ          | やざき ちさ        | やざちー               | ２期   | 1998年6月24日（27歳）  |        | 神奈川県 | 2016年2月28日卒業      | 2015年12月3日より学業のため休業後、卒業 後に「小川結夏」としてNMB48第6期生となるも、2021年5月31日付で卒業。             |
| 佐々木 里奈        | ささき りな        | りなぺち               |        | 1995年12月3日（29歳）  | B型    | 東京都   | 正式な脱退の案内は無し | 2016年3月23日加入も候補生のまま昇格できず                                                                               |
| 佐伯 遥            | さえき はるか      | はるちょ               | １期   | 1998年11月16日（26歳） |        | 福島県   | 2016年6月11日移籍      | Chu☆Oh!Dollyへ移籍 |
| 眞城 ゆうか        | ましろ ゆうか      | ゆうか                 | １期   | 1998年12月5日（26歳）  | A型    | 埼玉県   | 2016年6月11日移籍      | Chu☆Oh!Dollyへ移籍 |
| 大崎 瑠衣          | おおさき るい      | るぃるぃ               | 2.5期  | 1998年3月18日（27歳）  | A型    | 千葉県   | 2016年6月11日移籍      | 銚子元気娘。元メンバー。Chu☆Oh!Dollyへ移籍 後にさよならステイチューンメンバーで活動するも、2024年9月30日で卒業。        |
| 桜木 琴歌          | さくらぎ ことか    | こっちゃん             | 2.5期  | 1995年11月9日（29歳）  | O型    | 宮城県   | 2016年6月11日移籍      | Stella☆Beats結成メンバー。Chu☆Oh!Dollyへ移籍                                                                            |
| 磯 有沙            | いそ ありさ        | ありあり               | １期   | 1998年3月20日（27歳）  | A型    | 神奈川県 | 正式な脱退の案内は無し | 2016年8月2日より活動自粛                                                                                                |
| 白川 あやね        | しらかわ あやね    | あやね                 | １期   | 1995年4月28日（30歳）  | O型    | 福岡県   | 2016年12月1日卒業      | LinQ元メンバー |
| 水野 結愛          | みずの ゆあ        | ゆあもん               | ３期   | 5月23日（年齢非公開）  | AB型   | 東京都   | 2017年1月1日移籍       | Ange☆Reveへ移籍 |
| 常井 侑紀          | とこい ゆうき      | ゆきちぇ               | ３期   | 1998年7月8日（27歳）   | O型    | 東京都   | 2017年3月30日脱退      | 2017年1月16日より活動自粛後、グループ脱退 後に「琴音あい」と改名しネコプラメンバーで活動するも、2025年2月28日付で卒業。 |
| 今木 なこ          | いまき なこ        | きなこ                 | ４期   | 1998年8月8日（26歳）   | O型    | 秋田県   | 2017年3月30日卒業      | 後に「小野寺梓」と改名し真っ白なキャンバス→fav meで活動                                                                 |
| 針谷 早織          | はりがや さおり    | さおりん               | １期   | 1993年7月9日（32歳）   | A型    | 栃木県   | 2017年7月9日卒業       | オーガニック（本物）メンバー兼任（2015年2月 -3月 ）、Premonyメンバーで活動                                              |
| 瀬戸 真凜          | せと まりん        | まりりん               | ４期   | 1997年11月24日（27歳） | A型    | 福島県   | 2018年5月31日除籍      | アイくるガールズ元メンバー。 2018年5月31日重大な契約違反等により除籍 2022年11月からラプラスメンバーで活動               |
| 桜井 ゆい          | さくらい ゆい      | ゆいちご               | ２期   | 1月23日（年齢非公開）  | 不明   | 北海道   | 2019年2月16日卒業      | 2019年7月からソロ活動、2020年10月 水湊いづきとしてCDデビュー                                                            |
| 和田 帆乃夏        | わだ ほのか        | ほののん               | １期   | 2000年6月21日（25歳）  | A型    | 東京都   | 2020年1月14日卒業      | 2015年7月28日学業のため休業。2017年1月1日、らぶけんから再加入                                                           |
| 涼掛 凛            | すずかけ りん      | りんちゃん             | ３期   | 1999年7月7日（26歳）   | O型    | 大阪府   | 2020年7月11日卒業      | 2016年5月26日加入 |
| 松田 あゆな        | まつだ あゆな      | あゆち                 | ４期   | 2001年5月5日（24歳）   | 不明   | 神奈川県 | 2020年7月11日卒業      | 2017年1月1日、Ange☆Reveから移籍                                                                                         |
| 小林 杏実          | こばやし あみ      | あみこ                 | ６期   | 1999年9月29日（25歳）  | A型    | 千葉県   | 2021年3月6日卒業       | 2019年2月19日加入 |
| 倉田 かすみ        | くらた かすみ      | かすみん               | ４期   | 1992年5月20日（33歳）  | B型    | 東京都   | 2022年2月19日卒業      | 2017年1月1日加入、らぶけんから移籍。                                                                                    |
| 青山 玲奈          | あおやま れいな    | れいにやん             | ５期   | 1994年6月29日（31歳）  | B型    | 東京都   | 2022年2月26日移籍      | 2017年8月3日加入、フラップガールズスクール元メンバー。2022年2月愛乙女☆DOLLへ移籍                                        |
| 福村 優月          | ふくむら ゆづき    | ゆづゅき               | ７期   | 2001年8月11日（23歳）  | O型    | 京都府   | 2022年12月15日卒業     | 2020年4月10日加入。悪魔少女ふぁうすと元メンバー                                                                         |
| 白兎 めい          | しらと めい        | めいぴょん、めいちゃん | ７期   | 1999年3月23日（26歳）  | O型    | 岡山県   | 2023年4月1日卒業       | 2020年4月10日加入。 |
| 珠原 海愛          | みはら みお        | みはらちゃん           | ８期   | 2005年9月25日（19歳）  | O型    | 北海道   | 2023年4月8日卒業       | 2021年3月20日加入。ArcJewel HOKKAIDOから移籍。 2023年7月から「三葉海緒」と改名し太陽と踊れ月夜に唄えメンバーで活動      |
| 白石 ちさ音        | しらいし ちさね    | ちさぽん               | 9期    | 1月20日（年齢非公開）  | B型    | 大阪府   | 2024年1月28日卒業      | 2022年2月27日加入。キミのガールフレンド元メンバー。 メンバーカラーはミントグリーン                                      |
| 千葉 思佳          | ちば おもか        | おもちゅ               | 7.5期  | 1998年6月21日（27歳）  | O型    | 中国     | 2024年2月12日卒業      | 2020年10月14日加入。ぷちぱすぽ☆元メンバー。 メンバーカラーはピンク。 2025年1月かららぶ♡ぽーしょん!メンバーで活動        |

### 変遷
| 期間                             | グループ名        | 活動メンバー （太字は新メンバー）                                                  |
| -------------------------------- | ----------------- | ---------------------------------------------------------------------------------- |
| 2017年10月5日 - 2018年5月30日    | Jewel☆Neige       | 桜井ゆい、涼掛凛、中川梨来、松田あゆな、倉田かすみ、和田帆乃夏、瀬戸真凜、青山玲奈 |
| 2018年 6月 2日 - 2019年2月16日   | Jewel☆Neige       | 桜井ゆい、涼掛凛、中川梨来、松田あゆな、倉田かすみ、和田帆乃夏、青山玲奈           |
| 2019年 2月19日 - 2020年1月14日   | Jewel☆Neige       | 涼掛凛、中川梨来、松田あゆな、倉田かすみ、和田帆乃夏、青山玲奈、小林杏実           |
| 2020年 1月18日 - 2020年3月1日    | Jewel☆Neige       | 涼掛凛、中川梨来、松田あゆな、倉田かすみ、青山玲奈、小林杏実                       |
| 2020年 3月 2日 - 2020年4月9日    | Jewel☆Neige       | 中川梨来、倉田かすみ、青山玲奈、小林杏実、(twitterのみ)涼掛凛、松田あゆな          |
| 2020年 4月10日 - 2020年10月13日  | Jewel☆Neige       | 中川梨来、倉田かすみ、青山玲奈、小林杏実、星野千那、白兎めい、福村優月             |
| 2020年10月14日 - 2021年3月6日    | Jewel☆Neige       | 中川梨来、倉田かすみ、青山玲奈、小林杏実、星野千那、白兎めい、福村優月、千葉思佳   |
| 2021年 3月 7日 - 2021年3月19日   | Jewel☆Neige       | 中川梨来、倉田かすみ、青山玲奈、星野千那、白兎めい、福村優月、千葉思佳             |
| 2021年 3月20日 - 2021年7月10日   | Jewel☆Neige       | 中川梨来、倉田かすみ、青山玲奈、星野千那、白兎めい、福村優月、千葉思佳、珠原海愛   |
| 2021年 7月10日 - 2021年11月6日   | Jewel☆Mare        | 中川梨来、倉田かすみ、青山玲奈、星野千那、白兎めい、福村優月、千葉思佳、珠原海愛   |
| 2021年11月 6日 - 2022年2月19日   | Jewel☆Neige       | 中川梨来、倉田かすみ、青山玲奈、星野千那、白兎めい、福村優月、千葉思佳、珠原海愛   |
| 2022年 2月19日 - 2022年2月26日   | Jewel☆Mare        | 中川梨来、青山玲奈、星野千那、白兎めい、福村優月、千葉思佳、珠原海愛               |
| 2022年 2月26日 - 2022年12月15日  | Jewel☆Neige       | 中川梨来、星野千那、白兎めい、福村優月、千葉思佳、珠原海愛、白石ちさ音             |
| 2022年12月15日 - 2022年12月25日  | Jewel☆Neige       | 中川梨来、星野千那、白兎めい、千葉思佳、珠原海愛、白石ちさ音                       |
| 2022年12月25日 - 2023年4月1日    | Jewel☆Neige       | 中川梨来、星野千那、白兎めい、千葉思佳、珠原海愛、白石ちさ音、新名音心             |
| 2023年 4月 2日 - 2023年4月8日    | Jewel☆Neige       | 中川梨来、星野千那、千葉思佳、珠原海愛、白石ちさ音、新名音心                       |
| 2023年 4月 9日 - 2023年６月8日   | Jewel☆Mare        | 中川梨来、星野千那、千葉思佳、白石ちさ音、新名音心                                 |
| 2023年 ６月 8日 - 2024年 1月28日 | Jewel☆Mare＆Rouge | 中川梨来、星野千那、千葉思佳、白石ちさ音、新名音心、咲舞のどか、伊芸彩、羽月りこ   |
| 2024年 1月29日 - 2024年 2月12日  | Jewel☆Mare＆Rouge | 中川梨来、星野千那、千葉思佳、新名音心、咲舞のどか、伊芸彩、羽月りこ               |
| 2024年 2月13日 - 2024年 3月30日  | Jewel☆Mare＆Rouge | 中川梨来、星野千那、新名音心、咲舞のどか、伊芸彩、羽月りこ                         |

## 作品

### シングル
じぇるの！名義
ArcJewel
| #   | 発売日        | タイトル                            | 規格品番                          | 収録曲                                               | 備考・オリコンランキング最高位                                            |
| --- | ------------- | ----------------------------------- | --------------------------------- | ---------------------------------------------------- | ------------------------------------------------------------------------- |
| 1st | 2016年3月29日 | 超絶☆はっぴー！じぇねれーしょんっ！ | ARJ-1028(Type-A)                  | 1.超絶☆はっぴー!じぇねれーしょんっ! 2.Gimme a Spark! | ウィークリー6位（2016年4月11日付） テレビ埼玉「ウタ娘」オープニングテーマ |
| 1st | 2016年3月29日 | 超絶☆はっぴー！じぇねれーしょんっ！ | ARJ-1029(Type-B)                  | 1.超絶☆はっぴー!じぇねれーしょんっ! 2.You Go Girl!!  | ウィークリー6位（2016年4月11日付） テレビ埼玉「ウタ娘」オープニングテーマ |
| 2nd | 2016年11月8日 | Jewel/やっぱキミがいい              | ARJ-1033(Type-A) ARJ-1034(Type-B) | 1.Jewel 2.やっぱキミがいい                           | ウィークリー15位（2016年11月21日付）                                      |
| 3rd | 2017年6月20日 | MI☆RA☆I☆へ!!                        | ARJ-1039(Type-A)                  | 1.MI☆RA☆I☆へ!! 2.ヤダッ!                             | ウィークリー11位（2017年7月3日付）                                        |
| 3rd | 2017年6月20日 | MI☆RA☆I☆へ!!                        | ARJ-1040(Type-B)                  | 1.MI☆RA☆I☆へ!! 2.ナミダの跡が乾くまで                | ウィークリー11位（2017年7月3日付）                                        |

Jewel☆Neige名義
ArcJewel
| #   | 発売日       | タイトル             | 規格品番         | 収録曲                                | オリコンランキング最高位            |
| --- | ------------ | -------------------- | ---------------- | ------------------------------------- | ----------------------------------- |
| 1st | 2018年4月3日 | 白い雪とマーガレット | ARJ-1047(Type-A) | 1.白い雪とマーガレット 2.Blizzard     | ウィークリー5位（2018年04月16日付） |
| 1st | 2018年4月3日 | 白い雪とマーガレット | ARJ-1048(Type-B) | 1.白い雪とマーガレット 2.SnowballFest | ウィークリー5位（2018年04月16日付） |

KING RECORDS
| #   | 発売日         | タイトル          | 規格品番                                              | 収録曲                                                   | 備考・オリコンランキング最高位                                                                    |
| --- | -------------- | ----------------- | ----------------------------------------------------- | -------------------------------------------------------- | ------------------------------------------------------------------------------------------------- |
| 1st | 2019年4月10日  | Snow Flake Remind | KICM-1931(Type-A) KICM-1932(Type-B) KICM-1933(Type-C) | 1.Snow Flake Remind 2.re+blast 3.Ice Bird’s Eye View     | ウィークリー7位（2019年4月22日付）                                                                |
| 2nd | 2019年12月11日 | Snow Memories     | KICM-2014(Type-A) KICM-2015(Type-B) KICM-2016(Type-C) | 1.Snow Memories 2.Alice 3.White Trip 4.人生、私が主人公! | ウィークリー13位（2019年12月23日付） 「@JAM TV powered by LIVE DAM Ai」12月度のオープニングテーマ |
| 3rd | 2021年1月13日  | Winter Road       | KICM-2053(Type-A) KICM-2054(Type-B) KICM-2055(Type-C) | 1.Winter Road 2.Restart 3.YELL                           | ウィークリー4位（2021年01月25日付）                                                               |

Jewel☆Mare名義  ArcJewel
| #   | 発売日        | タイトル     | 規格品番                          | 収録曲                                           | オリコンランキング最高位            |
| --- | ------------- | ------------ | --------------------------------- | ------------------------------------------------ | ----------------------------------- |
| 1st | 2022年9月27日 | ENDLESS BLUE | ARJ-1076(Type-A) ARJ-1077(Type-B) | 1.ENDLESS BLUE 2.SUMMER JUICE 3.終わらないkissを | ウィークリー4位（2022年10月10日付） |

Jewel☆Mare&Rouge名義
- 真夏のヴィーナス（2023年7月22日配信開始）

 ＡＪ全員曲 
- シンガロンソン（2020年1月5日「ArcJewel Beat!! 2020～Zeppで夢のAJ祭～」で初披露）

 新名音心オリジナルソロ楽曲 
- ミライライナー（2022年12月28日配信開始）

### 映像作品
| # | 発売日       | タイトル                      | 備考                                    |
| - | ------------ | ----------------------------- | --------------------------------------- |
| 1 | 2019年2月3日 | Jewel☆Neige 1stワンマンライブ | 2018年11月25日の1stワンマンライブを収録 |

## ライブ・イベント

### ワンマンライブ
| 公演日         | 公演名 | 会場               | 備考                                      |
| -------------- | --- | ------------------ | ----------------------------------------- |
| 2016年1月31日  | じぇるの！1stワンマンライブ ～キネマで輝く ジュエルの原石ここから始まる超絶はっぴーじぇねれーしょん～                               | 東京キネマ倶楽部   | 新衣装、AJ新カバー6曲披露                 |
| 2018年11月25日 | Jewel☆Neige 1stワンマンライブ 新宿BLAZEから始まるねーじゅとクリスターの夢への軌道！ ～800人と見上げた空から舞う雪はMI☆RA☆I☆へ!!と～ | 新宿BLAZE          | 新曲「re+blast」初披露                    |
| 2019年12月22日 | Snow Magic Wonder Land 2019 ～純白の贈り物～                                                                                        | 新宿BLAZE          | 絵本の物語の世界風コンサート              |
| 2021年8月22日  | Jewel☆Neigeサマーワンマンライブ2021 〜真夏のねーじゅあつマーレ！〜                                                                  | duo MUSIC EXCHANGE | 新曲「ENDLESS BLUE 」初披露               |
| 2023年8月20日  | Jewel☆Mare＆Rouge 1stワンマンライブ ～ 夏だ!! 高マレ☆燃えルージュ✌️ ～                                                              | 東京キネマ倶楽部   | 「YELL」「Royal Red Queen」新体制初披露。 |

### 定期公演・単独公演
| 公演日  | 公演名                                                                         | 会場             | 備考                                              |
| 2024年  | 2024年                                                                         | 2024年           | 2024年                                            |
| ------- | ------------------------------------------------------------------------------ | ---------------- | ------------------------------------------------- |
| 1月11日 | Jewel☆Mare＆Rouge定期公演                                                      | GOTANDA G7       | 2部制                                             |
| 1月18日 | Jewel☆Mare＆Rouge定期公演                                                      | GOTANDA G7       | 2部制                                             |
| 1月28日 | 白石ちさ音バースデー＆卒業ライブ2024～可愛くなれたのはみんなのおかげだよ♡～    | GOTANDA G4       |                                                   |
| 2月8日  | Jewel☆Mare＆Rouge定期公演                                                      | GOTANDA G4       | 2部制                                             |
| 2月12日 | Jewel☆Mare＆Rouge -千葉思佳卒業ライブ2024-                                     | GOTANDA G7       |                                                   |
| 2月15日 | Jewel☆Mare＆RougeバレンタインSP♡～甘い時間を一緒に🍫～                         | GOTANDA G4       |                                                   |
| 2月17日 | Jewel☆Mare＆Rouge -星野千那バースデーライブ2024-～マーレンルージュと雪の女王～ | GOTANDA G7       | 【ゲスト】千葉思佳                                |
| 2月22日 | Jewel☆Mare＆Rouge定期公演                                                      | GOTANDA G7       | 1部 猫耳メイド公演 2部 星野千那プロデュース公演💙 |
| 3月2日  | Jewel☆Mare＆Rouge -伊芸彩バースデーライブ2024-～#おいでよあややの森～          | GOTANDA G7       |                                                   |
| 3月14日 | Jewel☆Mare＆Rouge定期公演                                                      | GOTANDA G4       | 2部制                                             |
| 3月20日 | Jewel☆Mare＆Rouge～Give me Five～                                              | GOTANDA G4       |                                                   |
| 3月21日 | Jewel☆Mare＆Rouge～春のノンストップ公演～                                      | GOTANDA G7       |                                                   |
| 3月28日 | Jewel☆Mare&Rouge定期公演～Venus Fun Time LIVE～                                | GOTANDA G4       | 1部 始まりの青衣装👗 2部 ラスト定期公演           |
| 3月30日 | Jewel☆Mare＆Rouge -現体制ラストライブ-                                         | 東京キネマ倶楽部 | 【ゲスト】千葉思佳・白石ちさ音                    |
| 4月6日  | 中川梨来卒業ライブ～9年間のありがとうを込めて～                                | GOTANDA G7       | 【ゲスト】千葉思佳・白石ちさ音                    |

### Arc Jewel関連イベント
| 公演日  | 公演名                                                                          | 会場                     | 備考                 |
| 2024年  | 2024年                                                                          | 2024年                   | 2024年               |
| ------- | ------------------------------------------------------------------------------- | ------------------------ | -------------------- |
| 1月4日  | 新年GO音祭!!2024 GOTANDA G7                                                     | GOTANDA G7               |                      |
| 1月6日  | ArcJewel New Year LIVE 2024 in Zepp Haneda                                      | Zepp Haneda              |                      |
| 1月7日  | お正月だよ！ArcJewel Weekend LIVE♪ 池袋Studio Mix                               | 池袋Studio Mixa          |                      |
| 1月8日  | 勝負の日❣前方？後方？おみくじLIVE❣ GOTANDA G7                                   | GOTANDA G7               |                      |
| 1月20日 | 愛乙女☆DOLL（チームL）-三戸りりかバースデーライブ2024-                          | GOTANDA G7               | 咲舞、伊芸ゲスト出演 |
| 1月25日 | Jewel☆Mare&Rouge撮影会                                                          | アキスタスタジオ         |                      |
| 2月11日 | アイドルジェネレーション vol.62 in 品川インターシティホール＆品川グランドホール | 品川インターシティホール |                      |
| 3月16日 | Jewel☆Rouge 1日限りの復活LIVE！！                                               | GOTANDA G7               | 咲舞、伊芸参加       |
| 3月23日 | Jewel Case!!                                                                    | harevutai                |                      |

## 出演

### テレビ
- MUSE9(千葉テレビ)

2017年11月7日(第1話) ドラマコーナー「きらめけ！VIVACIOU DASH♡奮闘編」- 涼掛
2017年12月19日 - オープニング・エンディングゲスト：桜井・涼掛・倉田
- 福歌丸 (福島テレビ)

2017年12月15日 (瀬戸のみ)、2017年12月22日
- 超！アイドル戦線～Men's Side Girl's Side～ (TOKYO MX)

2018年7月5日 - コーナー「妄想少女」に倉田
2018年7月12日 - コーナー「妄想少女」に涼掛・青山
- うたなび！ #588(2019年7月12日、TOKYO MX) - 涼掛・中川・倉田・青山
- @JAM TV powered by LIVE DAM Ai  (CS日テレプラス)

2019年9月8日 - #4 @JAM EXPO 2019「PR時間争奪！@JAM TV ガチンコ歌うま対決」の模様
2020年1月12日 - #12 ゲスト
2020年6月28日 - #23 ゲスト
- MIRAI系アイドルTV (TOKYO MX)

2019年10月23日、30日 - 涼掛・青山・中川
2019年11月6日、13日 - 「MIRAI系アイドルTV主催ライブ #03」(10月14日公開収録)の模様
2019年12月26日 - 涼掛・青山「男をオトセ！真冬の10秒動画選手権」
2021年4月28日、5月5日 - 倉田・千葉　品川庄司が教える『芸能界ヤラカサないための基礎講座』
2021年6月2日 - 「MIRAI系アイドルTV主催ライブ #06」(4月25日公開収録)の模様
2021年6月16日、23日 - 倉田・珠原「ArcJewelグループについて学ぼう！」
2021年7月15日、22日 - 倉田「10秒動画選手権'21 ルーキーズ夏の告白編」
2021年8月12日・26日 - 青山・中川・星野・白兎・福村・千葉 「MIRAI系ドッジボール選手権」
2021年10月13日・20日 - 星野・千葉・(リモート)倉田 「アイドル神経真弱」
2021年12月8日・15日 - 倉田 「私のことどれだけ覚えてますか？クイズ」
- 余命6日のコンカフェ・エンジェル （2023年1月4日、チバテレ）- 珠原

### ラジオ
- Clef Leaf伊原佳奈美のかなみんジャンプRadio♪ (FM NACK5)

2018年10月1日・8日（涼掛・倉田）11月12日（中川・青山）11月19日（松田・和田）
- アイドルジェネレーション (ラジオNIKKEI第1)

2018年10月27日（涼掛・中川・松田）
2019年10月12日（涼掛・中川・倉田）
2020年1月24日 (中川）2月28日（涼掛・松田）5月22日（ MC倉田・青山、中川・小林・星野・白兎・福村）
　　　7月10日（涼掛・松田が電話出演）8月14日（青山・倉田）11月13日（星野・白兎・福村・千葉）12月11日（青山・小林）
2021年1月8日（中川）2月12日（おめでとうJewel☆Neige！SP）4月9日（珠原）5月14日（星野）
　　　9月10日（珠原）10月22日（中川・千葉）12月24日（倉田・青山）
2022年2月11日（倉田）2月25日（中川）3月11日（珠原）3月25日（白石）4月8日（白兎電話出演）6月10日（千葉）
　　　7月8日（中川）8月12日（中川）9月23日（星野・白兎）12月9日（星野）
2023年6月9日（千葉）7月28日（中川・咲舞）
2024年1月26日(千葉・白石）3月22日(中川）
- アニ☆ジュエル (ラジオNIKKEI第1) 2022年8月1日～毎週月曜 - 珠原

### ライブ動画配信
SHOWROOM配信
- Jewel☆Neigeの煌めくクリスタルーム

2018年 -6月21日、8月2日、10月25日
2019年 -1月24日、3月28日、4月25日、5月23日、6月15日、7月25日、8月14日、12月4日
2020年 -3月14日・21日、4月10日・26日・30日、5月2日・6日・16日・20日、6月17日・28日、7月4日・19日、
　　　　8月8日・28日、9月18日・25日、10月9日・16日・30日、11月18日・22日、12月19日・28日
2021年 -小林杏実 卒業カウントダウンSP配信（3月3日～3月5日）
2021年2月2日～2022年2月22日（毎週火曜）
2023年1月24日、2月14日・28日、3月14日・28日
- Jewel☆Mareの煌めくクリスタルーム

2022年3月1日～５月24日（毎週火曜）7月10日、9月6日、12月1日・10日
2023年4月11日・25日、5月2日・16日
- TIF2018出演争奪！Road to TIF2018 Cブロック (2018年6月27日～7月2日予選、7月4日〜7月9日決勝)
- @JAM EXPO 2019メインステージ争奪LIVE～超汐留パラダイス！編～SR予選(2019年8月12日～8月14日) - ライブイベントの出演順とパフォーマンス時間を決める予選イベント
- 「飛べる！Jewel Beat!!」振替企画SHOWROOM配信「電波で飛ばす！Jewel Beat!!」（2019年10月13日）- 中川、倉田、青山
- #AJ祭SHOWROOMリレー配信 (2020年7月10日小林、11日白兎、12日福村、13日青山、14日倉田、15日星野、16日中川）
- ＠JAMトークバラエティー"ドルバナ"

2020年12月22日（白兎）2021年1月26日（倉田）
LINELIVE配信
- Jewel☆Neigeメジャーデビュー記念会見 (2019年1月15日)
- Jewel☆Neigeの 観て×2ネージュ♡

Vol.1(2019年2月19日)、Vol.2(3月19日)、Vol.3(5月7日)、Vol.4(9月11日)、Vol.5(10月18日)、Vol.6(11月28日)
Vol.7(2020年11月2日)、Vol.8(12月4日)
ニコニコ生放送
- IDOL QUIZ BOOKIE vol.14 (2018年1月12日）- 桜井、MC：はなしょー

### 雑誌
- 原宿POPUNITED VOL.15 (2018年3月31日配布) - 「アイドルの本棚」に涼掛・倉田・瀬戸・青山
- 楽遊IDOL PASS vol.7 関東＋西日本版(2018年4月23日、株式会社アドサプライズ) - 涼掛
- あきかる第27号 (2018年7月1日発行) - 注目アイドル徹底解剖コーナーに桜井が掲載
- ヤングアニマル15号（2018年7月27日、白泉社) - 巻末グラビアに桜井が掲載 [注 9]
- mer 2018年10月号 (2018年8月17日、mer編集部) - 涼掛が見開きに掲載 [注 10]
- 楽遊IDOL PASS vol.9 関東＋東日本版(2018年9月22日、株式会社アドサプライズ) - 倉田
- 楽遊IDOL PASS vol.9 関東＋西日本版(2018年10月19日、株式会社アドサプライズ) - 倉田
- 楽遊IDOL PASS vol.10 関東＋東日本版(2018年12月25日、株式会社アドサプライズ) - 桜井
- MARQUEE Vol.132 (2019年4月10日発売、マーキー・インコーポレイティド)  - 桜井 卒業ライブ振り返り、新メンバー小林杏実の魅力
- BUBKA (ブブカ) 2020年10月号（2020年8月31日発売、白夜書房）- 青山・倉田 GIRLS IDOL Fashion Snap[103]
- BUBKA (ブブカ) 2021年2月号（2020年12月28日発売、白夜書房）- 白兎 GIRLS IDOL Fashion Snap
- BUBKA (ブブカ) 2021年4月号（2021年2月27日発売、白夜書房）- 星野 GIRLS IDOL Fashion Snap[104]
- BUBKA (ブブカ) 2021年7月号（2021年5月31日発売、白夜書房）- 倉田 GIRLS IDOL Fashion Snap[105]
- MARQUEE Vol.143 (2021年7月21日発売、マーキー・インコーポレイティド） - ArcJewel Jewel☆Neige(撮影＋インタビュー)
- BUBKA (ブブカ) 2021年8月号（2021年6月30日発売、白夜書房）- 青山 GIRLS IDOL Fashion Snap[106]
- BUBKA (ブブカ) 2021年11月号（2021年9月30日発売、白夜書房）- 福村 fashion&make
- BUBKA (ブブカ) 2022年1月号（2021年11月30日発売、白夜書房）- 青山 GIRLS IDOL Fashion Snap[107]
- あきかる No.47（2022年1月1日発行）- 珠原 右開きの表紙・白兎 秋葉原メイク術[108]
- あきかる No.48（2022年3月1日発行）- 珠原 新コーナー『Akihabara Diary』開始・白兎 LISTEN FLAVOR タイアップ[109]
- MARQUEE Vol.147 (2022年8月22日発売、マーキー・インコーポレイティド） - Jewel☆Mare(撮影＋インタビュー)
- あきかる Vol.51（2022年9月1日発行）- 白兎 右開きの表紙[110]
- あきかる Vol.52（2022年11月1日発行）- ミスアキバ2022 珠原海愛のAkihabara Diary 最終回[111]
- BUBKA (ブブカ) 2023年5月号（2023年4月28日発売、白夜書房）- 白石 GIRLS IDOL Fashion Snap[112]
- あきかる No.55（2023年5月1日発行）- 新名 浴衣ポトレを楽しもう！[113]
- BUBKA (ブブカ) 2023年7月号（2023年5月31日発売、白夜書房）- 千葉 GIRLS IDOL Fashion Snap[114]

### 広告
- 渋谷モディ（旧渋谷マルイ）大型ビジョン掲載モデル（掲出期間、2017年7月10日〜16日）- 針谷  [注 11][115]
- 渋谷駅巨大ポスターのモデル（掲出期間、2017年12月25日〜2018年01月07日）- 青山[注 12][116]

### 映画
- FIND（2019年11月15日公開、山嵜晋平監督）- 涼掛（レイ役）